# アルベール・ドーザ
アルベール・ドーザ（Albert Dauzat、1877年7月4日 – 1955年10月31日）はフランスの言語学者。
フランスにおける固有名詞学の創始者。

## 生涯
（外部リンクのアルベール・ドーザ賞の説明に見える略歴による）
ドーザはクルーズ県のゲレで生まれた。ソルボンヌ大学で法学と文学を学んだ。1899年に法学博士、1906年にロマンス語研究の方法論に関する論文およびバス＝オーヴェルニュ地方（ピュイ＝ド＝ドーム県）の言語（オクシタン語の一種）の音声の地理学的研究で文学博士の学位を取得した。
その後は高等研究実習院で研究を続け、1910年からポール・パシーの後任として文献学を教えた。1947年に退官するまでその職にあった。
1933年にフランス語学の雑誌『Le Français moderne』、1947年に固有名詞学の雑誌『Onomastica』（のちに『Revue internationale d'onomastique』と改題）を創刊した。
フランス固有名詞学会では1971年にアルベール・ドーザ賞を設け、隔年にフランス語圏の人名・地名に関する優秀な研究者に賞を送っている。

## 日本への影響
第二次世界大戦前の日本で言語地理学に関する知識は主にドーザから得られた。
ドーザの『言語地理学』は小林英夫が1928年に紹介し、1938年に松原秀治によって翻訳された。
柳田国男も1920年代にジュネーヴ大学の講義でドーザの『言語地理学』を知ったという。

## 主な著作
ドーザの著書は非常に多い。ここでは邦訳のあるものを中心に記す。
- La défense de la langue française. Paris: Librarie Armand Colin. (1912)
国際補助語として人工言語を使うことに反対し、フランス語こそ国際語であるとした。
- La géographie linguistique. Paris: Ernest Flammarion. (1922)
邦訳 松原秀治 訳『言語地理学』冨山房（冨山房百科文庫）、1938年。のち松原秀治、横山紀伊子 訳『フランス言語地理学』大学書林、1958年。
- La langue française, sa vie, son évolution. Paris: Stock. (1926)
邦訳 中原俊夫 訳『仏蘭西語発達小史』三省堂、1944年。
- Le génie de la langue française. Paris: Payot. (1943)
邦訳 杉富士雄 訳『フランス語の特質』大修館書店、1982年。
- Les étapes de la langue français. Que sais-je ?. (1944)
邦訳川本茂雄 訳『フランス語の歩み』文庫クセジュ、1954年。

ラルースからフランス語の語源辞典、フランス人の人名の起源の辞典、フランスの地名の起源の辞典を出版している。